# Corde della mia chitarra
A Corde della mia chitarra (magyarul: A gitárom húrjai) egy dal, amely az Olaszországot képviselte az 1957-es Eurovíziós Dalfesztiválon. A dalt Nunzio Gallo adta elő olasz nyelven. A dal öt perc kilenc másodpercével a verseny történetének leghosszabb dala. A rekordot valószínűleg már senki sem fogja megdönteni, mert a jelenlegi szabályok szerint a részt vevő dalok legfeljebb három percesek lehetnek.
A dal a sanremói Dalfesztiválon nyerte el az indulás jogát.
A március 3-án rendezett döntőben a fellépési sorrendben negyedikként adták elő, a brit Patricia Bredin All című dala után és az osztrák Bob Martin Wohin, kleines Pony? című dala előtt. A szavazás során hét pontot szerzett, ami a hatodik helyet érte a tízfős mezőnyben.
A dal a francia sanzonok stílusában íródott, melyben az énekes a vegyes érzéseiről beszél korábbi kedvese láttán, és rájön, hogy hogy már nem érdekli őt. Arra kéri gitárja húrjait, hogy játszanak neki egyedül, mivel már nem érdekli többé a zene.

## Kapott pontok
| Kapott pontok                                                                                 | 1 | 1 | 2 |  |  | 2 |  |  | 1 |  |
| A tábla a fellépés sorrendjében van rendezve. A szavazás menete fordított sorrendben történt. |   |   |   |  |  |   |  |  |   |  |

## Külső hivatkozások
- Dalszöveg
- A Corde della mia chitarra című dal előadása a frankfurti döntőben. YouTube